# Manuel Isidoro Belzu

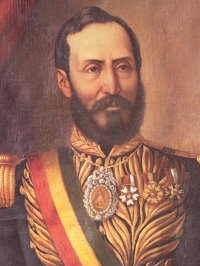
Manuel Isidoro Belzu

Manuel Isidoro Belzu Humérez (gelegentliche Schreibweise auch Belzú; * 14. April 1808 in La Paz, Bolivien; † 23. März 1865 in La Paz) war ein bolivianischer Offizier und Politiker. Vom 6. Dezember 1848 bis zum 15. August 1855 amtierte er als 14. Staatspräsident.

## Leben
Manuel Isidoro Belzu wurde in bescheidenen Verhältnissen geboren. Er genoss eine Grundschulausbildung bei Franziskanern in La Paz, verließ die Schule aber 1823, um sich dem Heer von Andrés de Santa Cruz anzuschließen. Bald darauf wurde er Adjutant des Generals Agustín Gamarra. Er trat aus dem peruanischen Heer aus, als dieses in Bolivien einmarschierte. Später wurde er strafversetzt nach Tarija, wo er die argentinische Schriftstellerin Juana Manuela Gorriti heiratete, mit der er die beiden Töchter Edelmira und Mercedes hatte.
Als Militär tat er sich in verschiedenen Schlachten der südamerikanischen Unabhängigkeitsbewegung hervor, weswegen er rasch bis zum Rang eines Obersten aufstieg. Zunächst mit José Ballivián (später Präsident Boliviens von 1841 bis 1847) befreundet, überwarf er sich mit diesem in der Annahme eines Verhältnisses mit seiner Frau und unternahm einen Anschlag auf Ballivián in Oruro. Dieser missglückte, was zu einer lebenslangen Feindschaft zwischen den beiden zukünftigen Machthabern Boliviens führen sollte, unter anderem Beteiligung am Staatsstreich von 1847, der Ballivián entmachtete. Unter dem nächsten Kurzzeitpräsidenten José Miguel Velasco (Regierungszeit Januar bis Dezember 1848) wurde Belzu Kriegsminister; doch auch ihn bekämpfte er schließlich, schlug ihn in der Schlacht von Yamparáez und erhob sich selbst zum Staatspräsidenten.
Von der Masse, insbesondere der indigenen Bevölkerung, fast wie ein Held verehrt (man nannte ihn Tata Belzú, „Väterchen Belzú“), wurde er zwei Jahre später in einer konstitutionellen Wahl in seinem Amt bestätigt. 1855 dankte er jedoch ab, nachdem es zahlreiche Aufstände und interne Auseinandersetzungen gegeben hatte; unter anderem war er bei einem vom späteren Präsidenten Agustín Morales angezettelten Attentat in Sucre schwer verletzt worden. Sein Nachfolger wurde sein Schwiegersohn, Jorge Córdova (Regierungszeit 1855–1857).
Danach reiste Belzu auf diversen diplomatischen Missionen durch Europa. Bei seiner Rückkehr im Jahr 1865 wollte ihn die Bevölkerung von La Paz erneut zum Präsidenten machen. Nachdem er seinen Gegner, General Mariano Melgarejo (Staatspräsident 1864–1871), militärisch besiegt hatte, zog er in La Paz ein, doch inmitten des triumphalen Empfangs wurde er von Melgarejo auf den Stufen des Regierungspalasts am 23. März 1865 ermordet.

## Politische Einstellung
Belzu vertrat eine populistische und protektionistische Politik, was ihm Feindschaft von Seiten Großbritanniens eintrug, da er das einheimische Handwerk unterstützte und Bergwerke wieder verstaatlichte. Unter ihm wurde auch die Chininproduktion des Landes gefördert. Vieles an seiner „volksfreundlichen“ Regierung erschöpfte sich jedoch in rhetorischen Floskeln; die meiste Zeit regierte er mit quasi diktatorischen Vollmachten.